# Brad Alan Lewis
Brad Alan Lewis (Los Angeles, 9 novembre 1954) è un ex canottiere statunitense.

## Palmarès

### Olimpiadi
- 1 medaglia:
  - 1 oro (Los Angeles 1984 nel due di coppia)